# Ga liên hợp thể thao
Ga Liên hợp Thể thao (Tiếng Hàn: 종합운동장역, Tiếng Anh: Sports Complex, Hanja: 綜合運動場驛) là ga trên Tàu điện ngầm Seoul tuyến 2 và Tàu điện ngầm Seoul tuyến 9 nằm trên Olympic-ro, Songpa-gu, Seoul. Như cái tên của nó, nó phục vụ cho khu liên hợp thể thao Seoul bao gồm Sân vận động Olympic Seoul. Asia Park cũng có thể truy cập từ nhà ga này. Vào năm 2015 ga này trở thành ga chuyển đổi giữa Tuyến 2 và Tuyến 9 của Tàu điện ngầm Seoul.

## Lịch sử
- 28 tháng 5 năm 1980: Tên ga được quyết định là Ga Daeundongjang (大運動場驛)[2]
- 28 tháng 8 năm 1980: Ga Daeundongjang được đổi tên thành Ga Liên hợp Thể thao [3]
- 31 tháng 10 năm 1980: Việc kinh doanh bắt đầu với việc khai trương đoạn Liên hợp thể thao ~ Sinseol-dong của Tàu điện ngầm Seoul tuyến 2
- 23 tháng 12 năm 1982: Mở rộng đến ga Đại học Giáo dục Quốc gia Seoul và chuyển đổi thành ga trung gian.
- 28 tháng 3 năm 2015: Với việc khai trương giai đoạn hai của Tàu điện ngầm Seoul tuyến 9, nó trở thành ga trung chuyển và ga xuất phát/kết thúc[4]
- 7 tháng 10 - 30 tháng 11 năm 2018: Chạy thử giai đoạn 3 của Tàu điện ngầm Seoul tuyến 9
- 28 tháng 11 năm 2018: Việc vận hành Ga Tuyến 9 được chuyển đổi từ hoạt động được ủy quyền lại sang vận hành Tuyến 9 của Tàu điện ngầm Seoul sang cho Tổng công ty Vận tải Seoul trực tiếp quản lý.
- 1 tháng 12 năm 2018: Trở thành ga trung chuyển và ga trung gian với việc khai trương giai đoạn 3 của Tàu điện ngầm Seoul tuyến 9

## Bố trí ga
Việc khai trương trước đó là Tàu điện ngầm Seoul tuyến 2 và nhà ga trên Tuyến 2 được xây dựng với sân ga rộng hơn các nhà ga khác để chuẩn bị cho Thế vận hội Mùa hè Seoul 1988 và Đại hội Thể thao châu Á Seoul 1986.
Các cổng soát vé được đặt ở tầng hầm B1 của cả hai nhà ga, và lối đi chuyển tiếp và cổng chuyển tiếp được lắp đặt ở tầng hầm B2, là phòng chờ chuyển tiếp cho Tuyến 9. Sân ga nằm ở tầng hầm B2 cho tuyến tàu điện ngầm số 2 và tầng hầm B4 cho tuyến tàu điện ngầm số 9. Cả hai tuyến đều là ga ngầm được trang bị sân ga hai chiều, hai tuyến và cửa chắn sân ga được lắp đặt trên sân ga.

### Tuyến số 2 (B2F)
| Jamsilsaenae ↑ |
| \| Vòng ngoài  |
| ↓ Samseong     |

| Vòng ngoài | ●Tuyến 2 | ← Hướng đi Jamsil · Đại học Konkuk · Seongsu · Tòa thị chính |
| Vòng trong | ●Tuyến 2 | → Hướng đi Samseong · Seolleung · Gangnam · Sadang →         |

| Tuyến và hướng                              | Chuyển tuyến nhanh |
| ------------------------------------------- | ------------------ |
| Tuyến 2 vòng trong (Hướng Sadang) → Tuyến 9 | 9-1                |
| Tuyến 2 vòng ngoài (Hướng Jamsil) → Tuyến 9 | 3-1                |

### Tuyến số 9 (B4F)
| Bongeunsa (Tốc hành, Địa phương) ↑           |
| \| W/B                                       |
| ↓ Seokchon (Tốc hành) ↓ Samjeon (Địa phương) |

| Hướng Tây  | ● Tuyến 9 | Địa phương · Tốc hành | ← Hướng đi Sân bay Quốc tế Gimpo · Gaehwa        |
| Hướng Đông | ● Tuyến 9 | Địa phương · Tốc hành | → Hướng đi Bệnh viện cựu chiến binh Trung ương → |

| Tuyến và hướng                                                | Chuyển tuyến nhanh |
| ------------------------------------------------------------- | ------------------ |
| Tuyến 9 (Hướng Gaehwa) → Tuyến 2                              | 1-4                |
| Tuyến 9 (Hướng Bệnh viện cựu chiến binh Trung ương) → Tuyến 2 | 3-4                |

### Những lưu ý khi chuyển tuyến
Tàu điện ngầm Seoul tuyến 2 nằm ở phía Khu liên hợp thể thao Seoul (Sân vận động bóng chày Jamsil) và tàu điện ngầm Seoul tuyến 9 nằm ở phía Giao lộ của Khu liên hợp thể thao Seoul vì vậy thời gian chuyển tuyến dài.

## Xung quanh nhà ga
- Lối ra 1: Baekjegobun-ro, Bãi đỗ xe Công viên Châu Á, Trung tâm văn hóa Songpa
- Lối ra 2: Trung tâm cộng đồng Jamsil 7-dong, Công viên Châu Á, Chung cư Làng Vận động viên Châu Á, Trường Trung học Cơ sở Aju, Trường Tiểu học Seoul Aju
- Lối ra 3: Công viên Châu Á, Trường trung học nữ sinh Jungshin, Trường trung học nữ sinh Jungshin, Woosung APT
- Lối ra 4: Tancheon, Sở cảnh sát Gangnam Seoul, Trung tâm sát hạch giấy phép lái xe Gangnam
- Lối ra 5: Tancheon, Sân vận động bóng chày Khu liên hợp thể thao Seoul, Trạm cứu hỏa Gangnam, Trung tâm y tế Seoul Chi nhánh Gangnam, Teheran-ro
- Lối ra 6: Sân bóng chày của Khu liên hợp thể thao Seoul, Bể bơi trong nhà Jamsil, Nhà thi đấu trong nhà của Khu liên hợp thể thao Seoul, Sân vận động phụ trợ Sân vận động chính Olympic
- Lối ra 7: Bể bơi trong nhà Jamsil, Nhà thi đấu trong nhà Khu liên hợp thể thao Seoul, Sân vận động chính Olympic, Công viên Jamsil Hangang
- Lối ra 8: Trường trung học cơ sở Sincheon, Bể bơi trong nhà Jamsil, Jamsil Els APT, Bưu điện Jamsil 2-dong, Văn phòng Giáo dục Seoul Nhà thi đấu Học sinh
- Lối ra 9: Lăng mộ cổ Baekje, Bãi đỗ xe Công viên Châu Á, Nút giao Khu phức hợp Thể thao, Trung tâm Cộng đồng Jamsil 7-dong, Chung cư Làng Vận động viên Châu Á, Trường Trung học Cơ sở Aju, Trường tiểu học Seoul Aju, Chung cư Jamsil Els, Trung tâm Văn hóa Songpa

## Thư viện

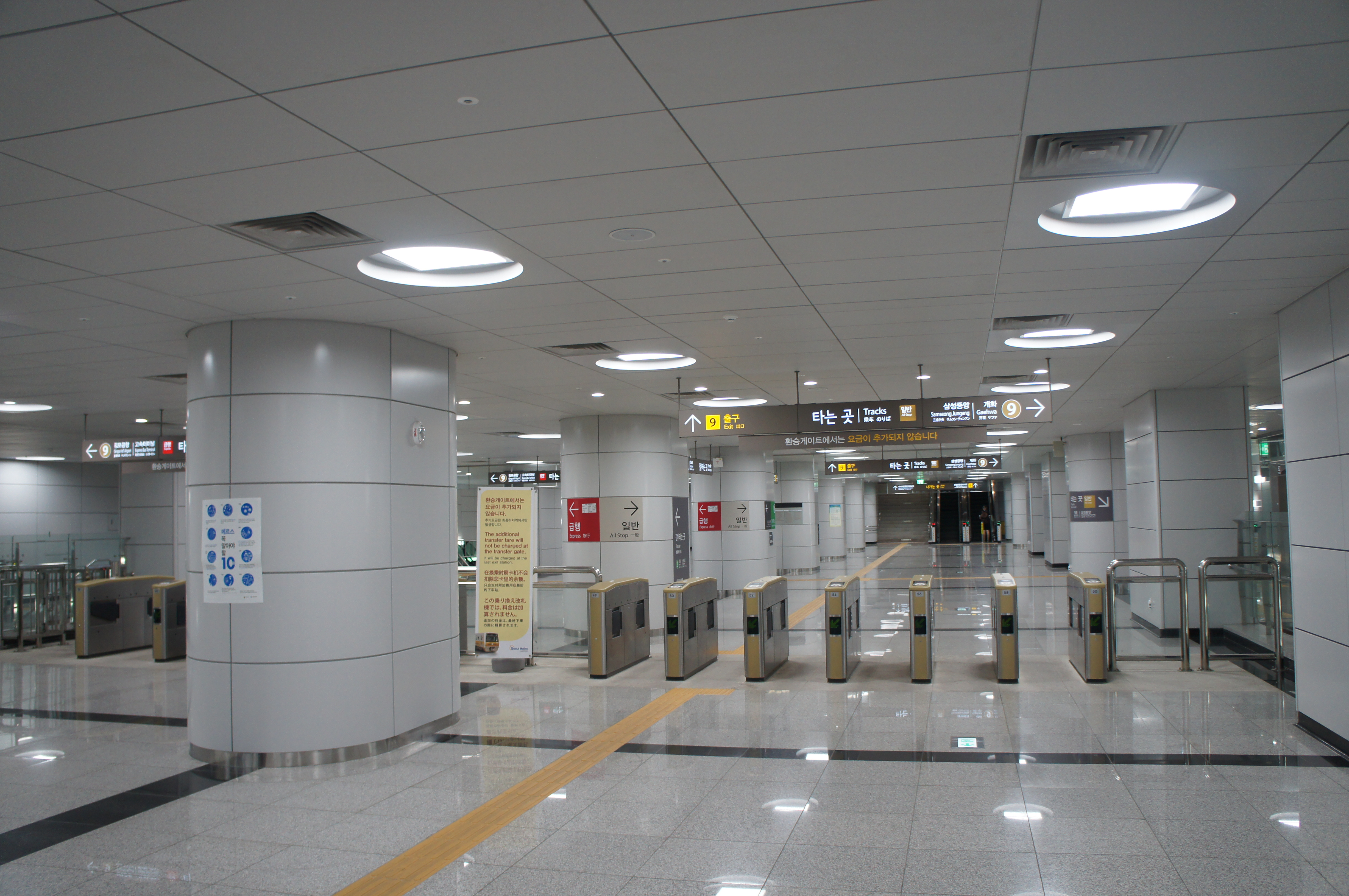
Khu trung chuyển
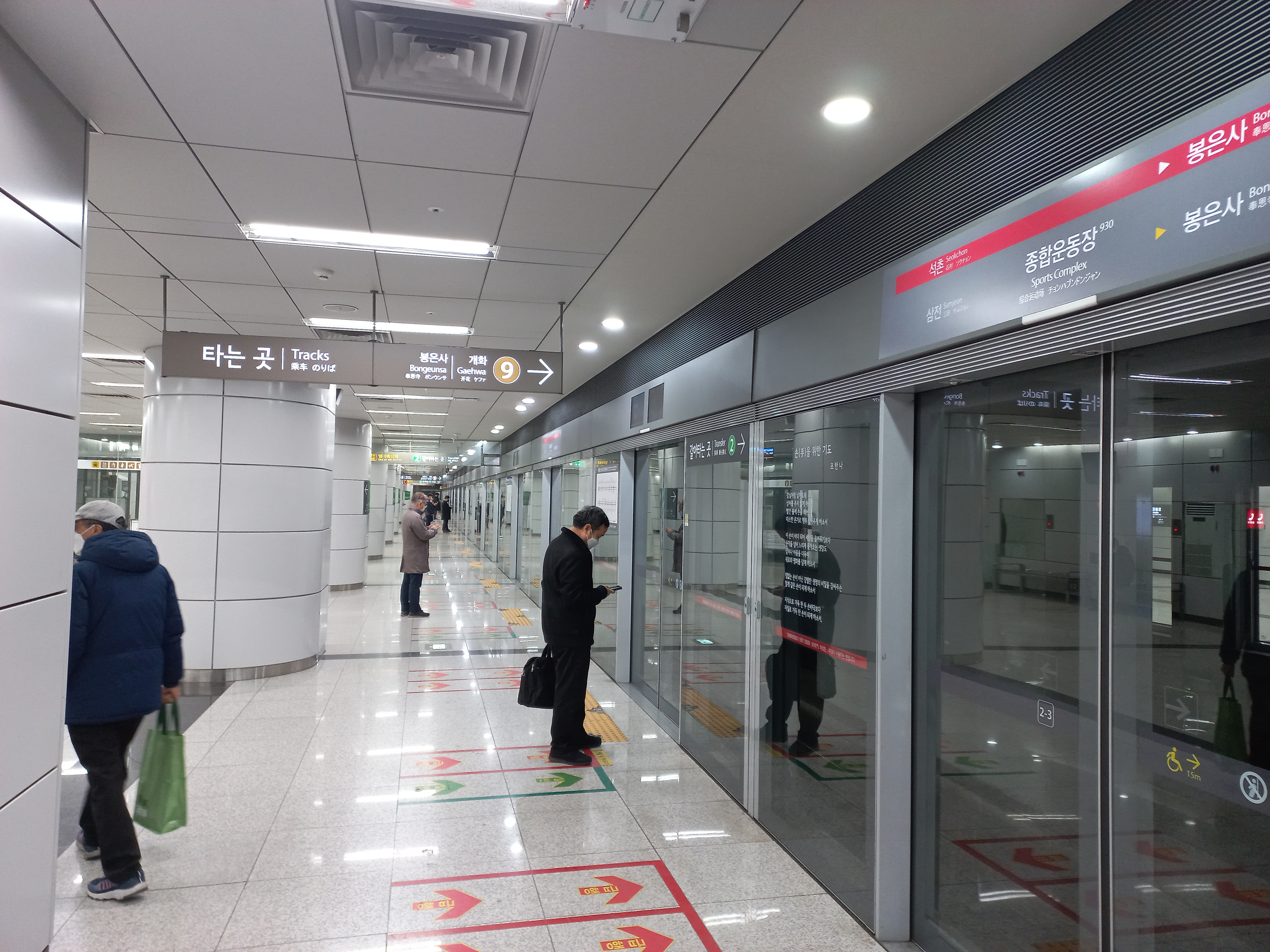
Sân ga tuyến số 9 (Hướng đi ga Bệnh viện Cựu chiến binh Trung ương)
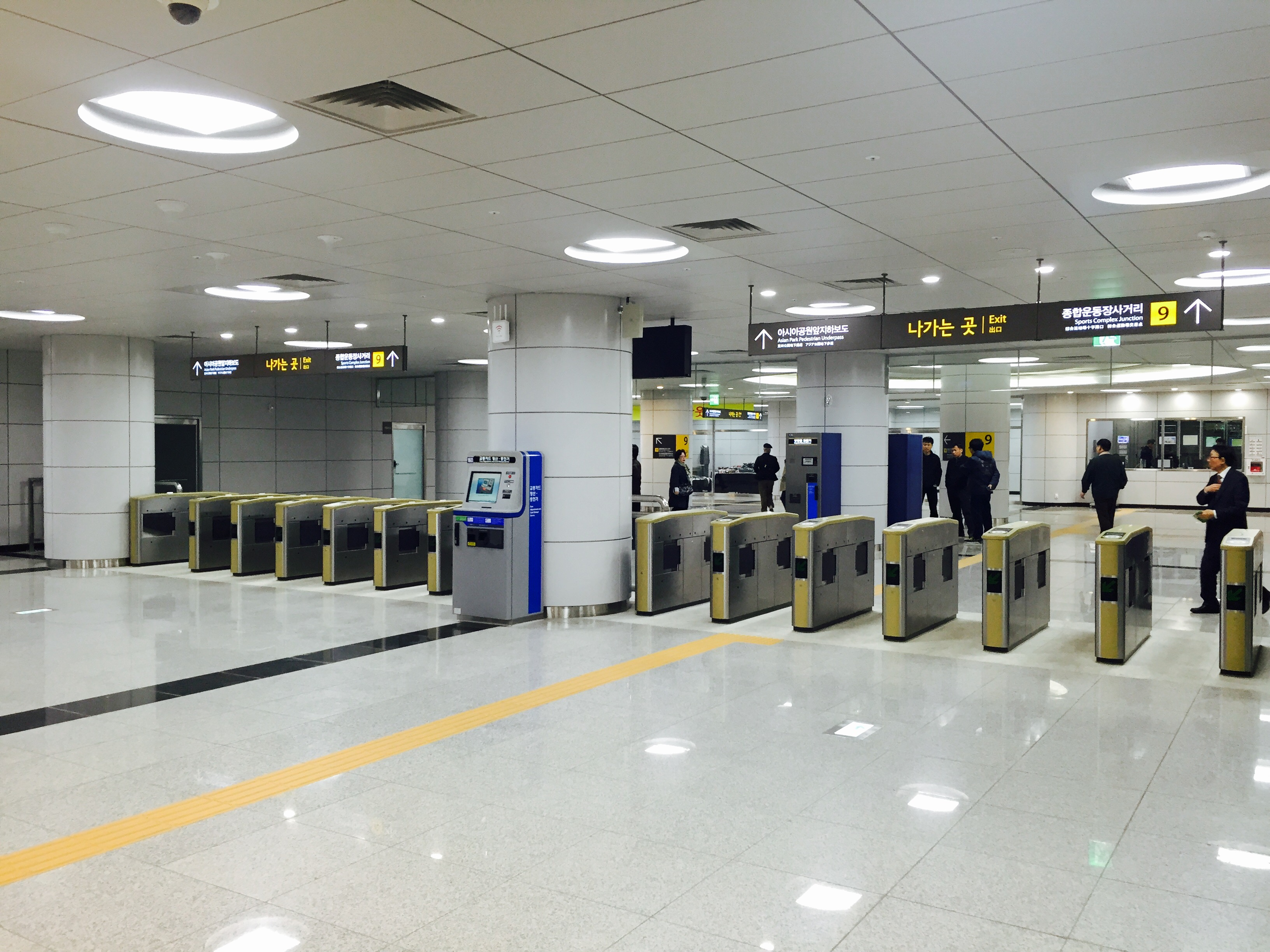
Cổng soát vé (Tuyến số 9)
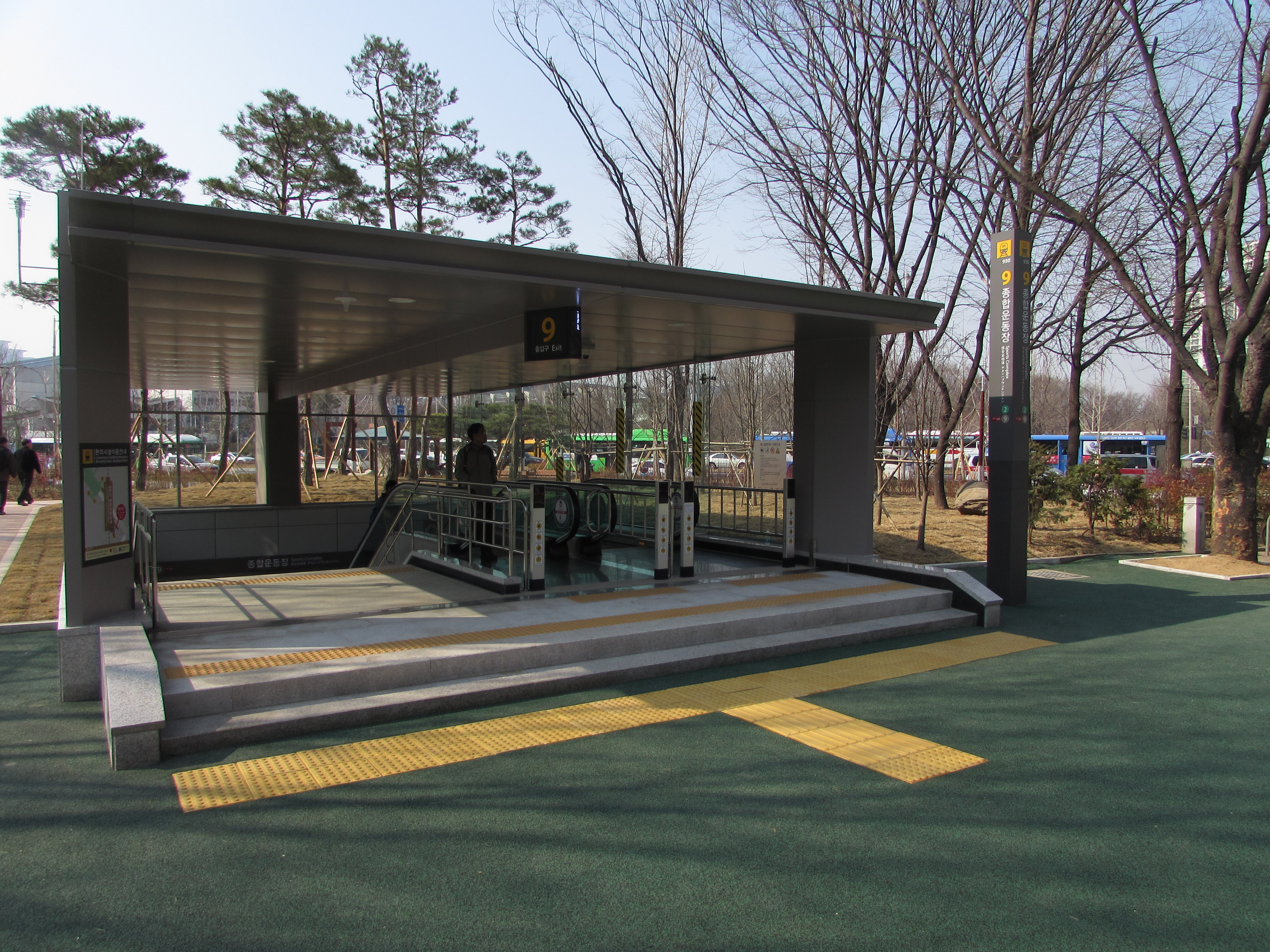
Lối ra số 9
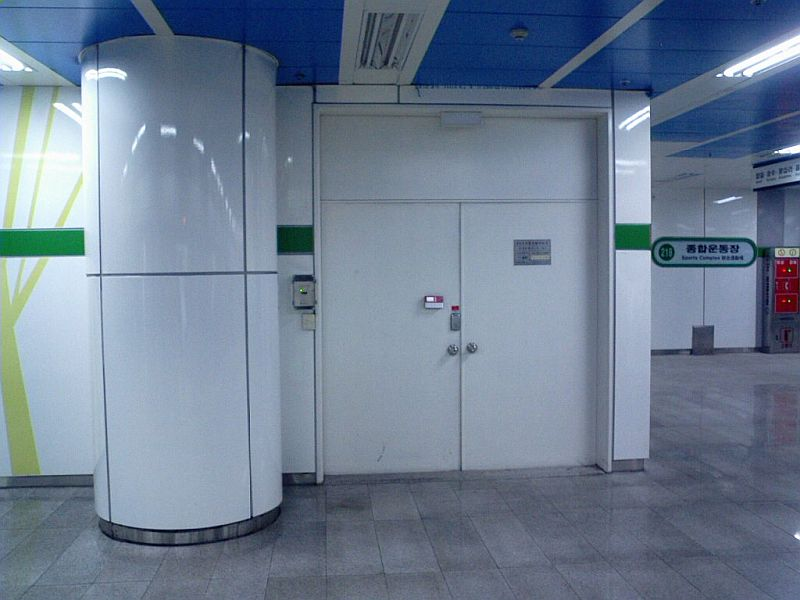
Tuyến số 2